# Aérodrome de Rundu
L'aérodrome de Rundu (code IATA : NDU • code OACI : FYRU) est un aéroport desservant Rundu, la capitale de la région de Kavango en Namibie. L'aéroport est situé à 6 km au sud-ouest du centre de Rundu.
La piste 26 dispose de plus 300 m de seuil décalé disponible pour le décollage.

## Situation
| Katima Mulilo Lüderitz Ondangwa Oranjemund Rundu Walvis Bay Windhoek-Eros Windhoek-H. Kutako |

## Compagnies aériennes et destinations
| Compagnies | Destinations  |
| ---------- | ------------- |
| FlyNamibia | Windhoek-Eros |

Actualisé le 23/11/2023

## Statistiques
Le graphique qui aurait dû être présenté ici ne peut pas être affiché car il utilise l'ancienne extension Graph, désactivée pour des questions de sécurité. Des indications pour créer un nouveau graphique avec la nouvelle extension Chart sont disponibles ici.

Voir la requête brute et les sources sur Wikidata.